# Баккаларио, Пьердоменико
Пьердомени́ко Баккала́рио (итал. Pierdomenico Baccalario; 6 марта 1974, Акви-Терме, Италия) — итальянский писатель, автор приключенческих романов для детей.

## Биография
Пьердоменико Баккаларио опубликовал множество книг, фэнтези для детей, которые переведены на восемнадцать мировых языков. Журналист и писатель, который на протяжении многих лет являлся членом жюри проекта «Лучшее шоу», а с 2005 по 2008 год был председателем жюри. В мае 2011 года он выиграл двенадцатое издание литературной премии «Terre del Magnifico» за книгу Cyboria, выбранную группой детей 12-14 лет, в том числе воспитанниками института Cortemaggiore.
- Победитель итальянской литературной премии Il Battello a vapore nel в 1998 году за свой роман «La strada del guerriero» («Путь воина», издательство Piemme).

## Книги для детей
- В скобках указаны годы издания книг и итальянские издательства, в которых произведения вышли в оригинале.

### Отдельные произведения
- Путь воина (1998, Piemme)
- Тень ворона (2000, Piemme)
- 365 историй из Библии (2004, Polina)
- Принц песчаного города (в соавторстве с Энцо д’Ало и Гастоном Каборе), (2008, Knopf)
- Девушка, которая читала книги (2010, Fanucci)[2]

### Песочные часы
- Новая граница песочных часов (2002, De Agostini)
- За океаном (2002, De Agostini)
- Тайна Эвереста (2002, De Agostini)
- Господь Орды (2002, De Agostini)
- Крепость ангелов (2003, De Agostini)
- Королева Круглого стола (2004, De Agostini)[3][4]

### Century
- Кольцо Огня / L’anello di fuoco (2006)
- Каменная Звезда / La stella di pietra (2007)
- Город Ветра / La città del vento (2007)
- Первый Родник / La prima sorgente (2008)

### Секретные дневники Улисса Мура
Все книги в серии были выпущены в издательстве Piemme.
- Ключи от времени / La Porta del Tempo (2004)
- Лавка забытых карт / La Bottega delle Mappe Dimenticate (2005)
- Дом зеркал / La casa degli specchi (2005)
- Остров масок / Lisola delle Maschere (2006)
- Каменные стражи / I Guardiani di Pietra (2006)
- Первый ключ / La prima chiave (2007)
- Затерянный город / La città nascosta (2008)
- Властелин молний / Il maestro di fulmini (2009)
- Лабиринт теней / Il labirinto d’ombra (2009)
- Ледяная страна / Il paese di ghiaccio (2010)
- В жерле вулкана / Il giardino di cenere (2010)
- Клуб путешественников-фантазёров / Il club dei viaggiatori immaginari (2011)
- Корабль времени / La nave del tempo (2013)
- Путешествие в Темные гавани / Viaggio nei porti oscuri (2014)
- Пираты Моря иллюзий / I pirati dei mari immaginari (2014)